# サハリン1
サハリン1とは、ロシア・サハリン州サハリン島北部東岸のチャイウオ周辺の油田、天然ガス田。サハリンで進められている開発計画（サハリンプロジェクト）の一つ。

## 概要
- 埋蔵量は、原油23億バーレル、天然ガス17兆立方フィート。
- 大陸側のニギリ、デカストリを経由してコムソモリスク・ナ・アムーレに繋がる石油パイプラインが1942年から稼働している（オハ油田）[1][2]。
- 1995年から、開発の主体となるエクソン・ネフテガス社（エクソンモービル社の子会社）のほか、日本のサハリン石油ガス開発株式会社、ロシアのサハリン・モルネフテガスシェルフ社、ロスネフチアストラ社、インドのONGCVidesh社の５社がコンソーシアム形式で参加していた。2022年10月エクソン・ネフテガス社が撤退。新たに設立された有限責任会社「サハリン１」がコンソーシアムの権利義務を承継。
- チャイヴォ油ガス田、オドプト油ガス田、アルクトン・ダギ油ガス田により構成。
- Odoptu OP-11油井は、坑道延長が12345mあり、人工的に掘削した世界最長の坑道（大偏距掘削:Extended Reach Drilling)となっている。ただし、水平方向に11475mあるため、深度ではコラ半島超深度掘削坑の12261mが最高である。

## 歴史
- 1972年 - 日ソ経済合同委員会にて、当時のソ連側より開発プランが提案される。
- 1974年 - サハリン石油開発協力株式会社（SODECO）設立。
- 1975年 - SODECOとソ連外国貿易省は共同事業契約に調印
- 1995年 - ロシア政府と生産される原油、天然ガスの分与契約を締結。
- 2005年 - チャイヴォ油田原油生産開始。
- 2006年 - サハリン東沖10kmのOrlan Platformから、サハリンを横断し、ロシア本土の不凍港デカストリまでのパイプラインが完了。原油輸出開始。
- 2007年 - 原油生産25万バーレル/日達成。
- 2010年 - オドプト油田原油生産開始。
- 2015年 - アルクトン・ダギ油田原油生産開始。
- 2022年3月 - ロシアのウクライナ侵攻に伴い、米エクソンモービルがサハリン1からの撤退を表明（後述）。
- 2022年10月- サハリン１コンソーシアムの権利義務を有限責任会社サハリン１(Sakhalin 1 Limited Liability Company )に移転する大統領令発令。
- 2022年11月 - ロシア政府がSODECO、ONGC Videshの有限責任会社サハリン１への参加を承認。

## 権利問題
- 契約時に生産物分与協定が結ばれている。これは、プロジェクトに関するロシア側の参加条件（施設、労働力の提供等）、生産される原油、天然ガスの分与条件などを定めたものである。協定自体は未公開とされており、プロジェクトのリスクなどを不透明にさせている。
- 2022年の大統領令により1995年に締結された生産物分与協定に基づく権利義務がコンソーシアムから新会社へ移転されたが、同協定の変更は今後行なわれることとされている。

### ウクライナ侵攻とサハリン1
2022年2月26日、ロシアがウクライナに侵攻、欧米や日本などはロシアに対して経済制裁を発動した。民間企業もロシアから事業を撤退させる動きを見せ始める中、同年3月1日にはサハリン1の30%の権益を有していたエクソンモービル（の子会社）がサハリン1からの撤退を表明。サハリン1はエクソンモービルがロシア国内で行う唯一の事業であり、同国からの完全撤退を意味する行動となった。
日本では同年3月2日、松野博一官房長官は記者会見の中でサハリン1について「国際的なロシアへの制裁強化の動きの中で、日本のエネルギーの安定供給に支障をきたさないことを大前提に、G7とも歩調を合わせ関与のあり方を検討したい」と表明、撤退への言及を避けた。さらに同年3月22日、萩生田経産相は「エネルギー分野は各国の事情、エネルギー安全保障の考え方に基づいて対応することがG7でも共有されている考え方」と断った上で、サハリン1、サハリン2に対して「自国で権益を有し、長期的な資源の引き取り権が確保されているもの。エネルギー安全保障上極めて重要なプロジェクト」であるとの位置付けを改めて示した。
2022年10月12日、ロシア政府が、事業を移す新会社を設立。 新会社はサハリン州ユジノサハリンスクに置く予定。海外の出資者は、新会社設立から1カ月以内に、参加に同意するかどうか通知するよう求められる。日本からは 石油資源開発、伊藤忠商事、丸紅、そしてINPEXが参加し、プロジェクトの30%の権益を保有しており、 SODECOに出資する伊藤忠商事は、「日本政府やほかのパートナーと連携して適切に対応していく」とコメントしている。
2022年11月15日、ロシア政府は日本のサハリン石油ガス開発に対し、事業を引き継いだ新会社への参画を承認した。出資比率は、以前と同率の30％が認められた。

## テレビ番組
- 日経スペシャル ガイアの夜明け 燃えよサハリン 〜始動する石油巨大プロジェクト〜（2004年2月24日、テレビ東京）[9]。